# Questione socratica

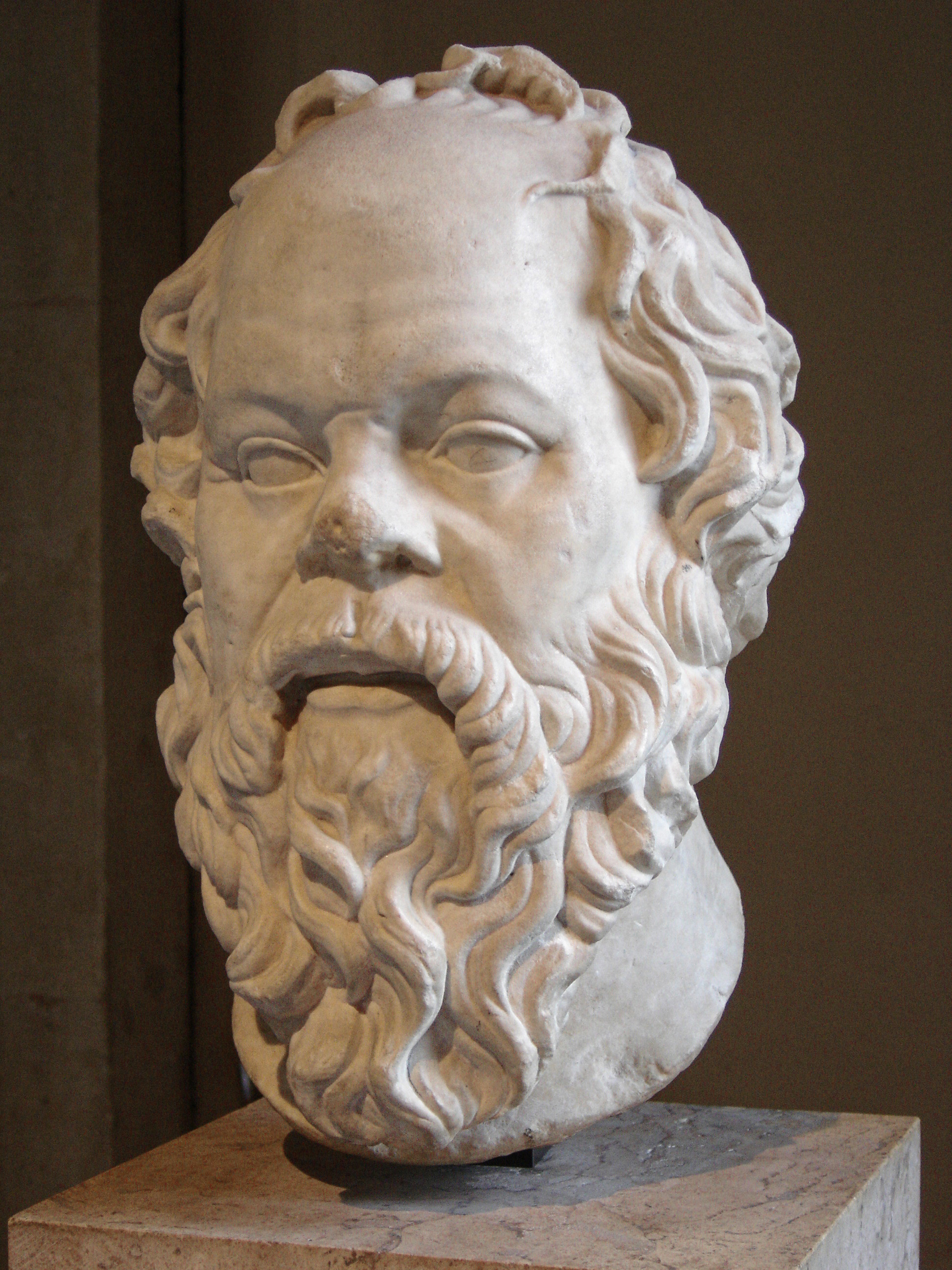
Testa di Socrate, scultura di epoca romana conservata al Museo del Louvre. Socrate fu il primo filosofo a essere ritratto. Tutte le altre immagini dei filosofi presocratici sono opere di fantasia.

La questione socratica è un dibattito critico che riguarda l'interpretazione autentica del pensiero di Socrate.
Il filosofo ateniese, infatti, aveva deciso di non scrivere nulla della sua dottrina, convinto che non sia possibile dare risposte definitive al sapere, ma che questo sia sempre connesso a una ricerca incessante da condurre attraverso il dialogo con vari interlocutori. Socrate pensava che la parola scritta fosse come il bronzo che, percosso, dà sempre lo stesso suono: un testo scritto non risponde alle domande e alle obiezioni dell'interlocutore, ma interrogato dà sempre la stessa risposta. Per questo, probabilmente, i dialoghi tra Socrate e i suoi discepoli apparivano spesso "inconcludenti", non nel senso che girassero a vuoto, ma piuttosto che non "chiudevano" la discussione, proprio perché la conclusione rimane sempre aperta, pronta a essere rimessa nuovamente in discussione tramite domande e obiezioni.
Un'eco del motivo per cui Socrate non scrisse nulla si può trovare nel Fedro di Platone, nelle parole che il re egiziano Thamus rivolge a Theuth, inventore della scrittura:

## Il problema delle fonti
La problematicità di quale sia il "vero" Socrate nasce in particolare dal fatto che, nonostante vi siano numerose e dettagliate testimonianze, sia coeve che successive alla sua morte, queste non concordano cosicché, a seconda di quale si privilegi, appare un personaggio molto diverso.

### Senofonte e Platone

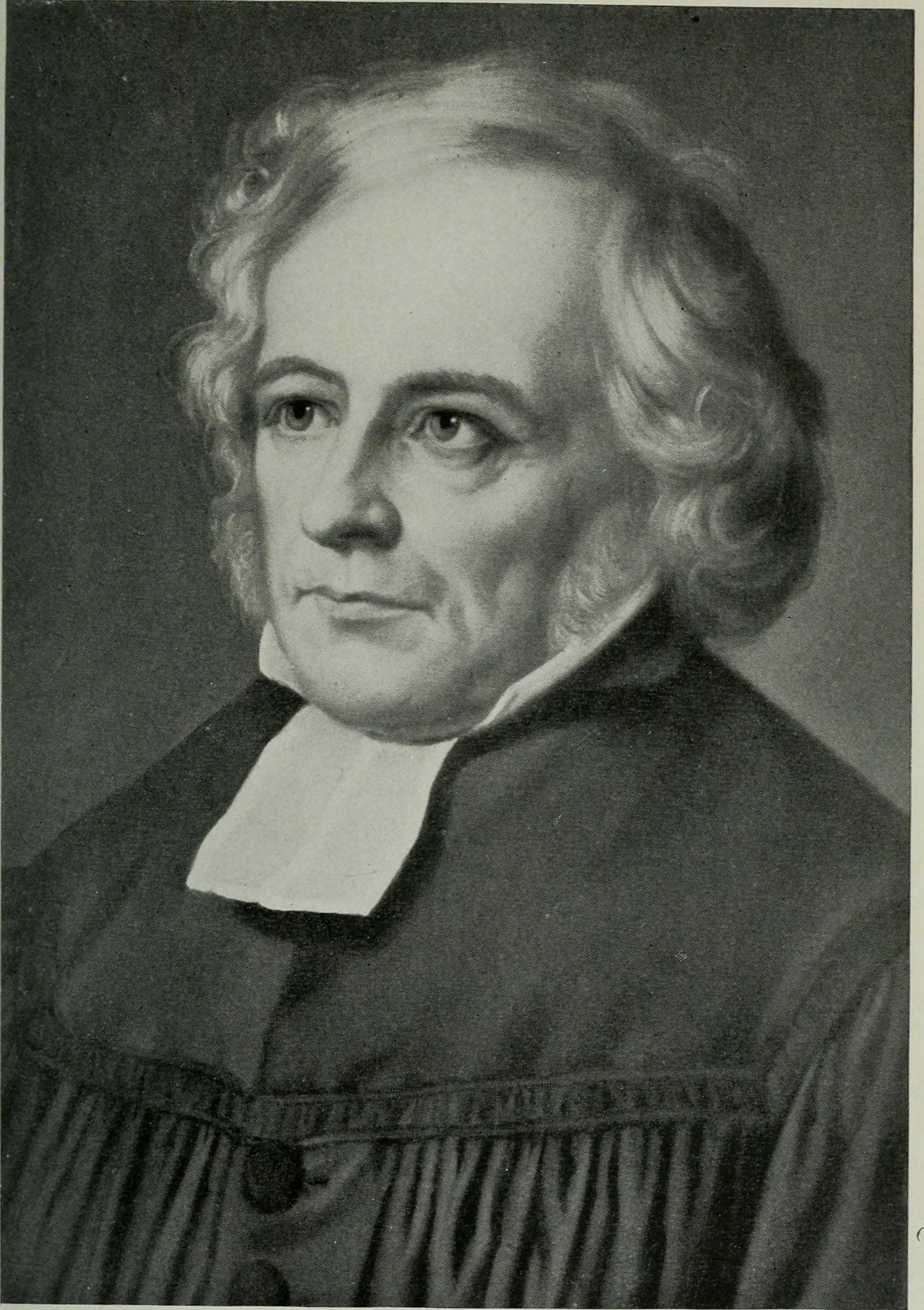
Friedrich Schleiermacher

La questione socratica viene trattata per la prima volta nel 1818 in uno scritto del filosofo tedesco Friedrich Schleiermacher che evidenziò la contraddizione tra la figura di Socrate riportata da Senofonte e quella rappresentata da Platone:
Da questo momento gli storici della filosofia hanno identificato un metodo per stabilire la figura autentica di Socrate: 
- confrontare le fonti alla ricerca di quelle testimonianze che appaiano convergenti;
- inserire storicamente Socrate nell'Atene del suo tempo per evidenziare le differenze tra la cultura ateniese prima di Socrate e dopo Socrate e setacciarle per far emergere quelli che sono stati i reali contributi di Socrate.

Si potrebbe ricavare, quindi, il pensiero di Socrate dalle opere dei suoi discepoli, tra cui spicca soprattutto Platone che fu per lungo tempo uno di essi e che condivise, negli scritti giovanili, il pensiero del maestro, a tal punto che risulta difficile distinguere il pensiero socratico da quello platonico, che acquisì poi una maggiore originalità solo nella maturità e nella vecchiaia.
Un'altra fonte della vita e della filosofia socratica è rappresentata dalle opere cosiddette socratiche Apologia di Socrate (Aπολογία Σωκράτους), Simposio (Συμπόσιον), Detti memorabili di Socrate (Άπομνευμονεύματα Σωκράτους) dello storico Senofonte, discepolo di Socrate che la storiografia ottocentesca ha apprezzato per le notizie sulla vita del maestro mentre quella novecentesca le ha considerate di scarso interesse soprattutto se confrontate alle opere platoniche. 
Dalle opere di Senofonte dedicate al maestro l'immagine di Socrate che complessivamente emerge sarebbe quella di un uomo virtuoso e morigerato, cittadino modello, timorato degli dei, instancabile nel predicare la virtù e nell'esortare i giovani all'obbedienza verso i genitori e alle leggi dello Stato. 
Del tutto scettico che si possa delineare il Socrate storico è il critico Olof Gigon (1912-1988) il quale sostiene che i discepoli di Socrate non hanno analizzato documenti storici ma ci hanno riportato un personaggio ormai entrato nel mito:

### Aristofane
Un'altra testimonianza la troviamo ne Le nuvole, commedia di Aristofane dove Socrate viene rappresentato come veniva visto da alcuni ad Atene e cioè come un pedante seccatore perso nelle sue discussioni astratte e campate in aria. Aristofane infatti mostra Socrate dentro una cesta che cala dalle nuvole mentre è tutto intento a delle ricerche strambe e ridicole, come calcolare quanto è lungo il salto della pulce, o quale sia l'origine del ronzio delle zanzare. Secondo alcuni critici, tra cui Olof Gigon, Aristofane vuole evidentemente fare una caricatura di queste ricerche naturalistiche che egli impropriamente attribuisce a Socrate, e anche avvertire che chi si dedica allo studio della natura in genere è un ateo, che rigetta la religione tradizionale ridicolmente sostituita dal culto delle Nuvole.

### Aristotele
A fare quasi da mediatore tra Platone e Senofonte è stata avanzata l'interpretazione che di Socrate dà Aristotele che però non ebbe una conoscenza diretta di Socrate. Tuttavia la fonte aristotelica in passato fu molto apprezzata per la conoscenza della vita e del pensiero socratico. La testimonianza aristotelica è stata però in seguito rifiutata in base al principio metodologico dichiarato da Taylor in base al quale:
Aristotele inoltre sull'interpretazione del pensiero socratico risulta poco attendibile poiché egli tende a esporre il pensiero dei filosofi precedenti interpretandolo secondo il suo personale punto di vista, operando distorsioni e fraintendimenti sui concetti originali. Aristotele infatti, presenta la dottrina socratica come incentrata, in un primo tentativo fallito, nell'individuare la definizione del concetto. A questo, secondo Aristotele, mirava la ricerca che si esprimeva nel continuo interrogare (ti estì, "che cos'è?") che Socrate effettuava nel dialogo: a ottenere, cioè, la definizione precisa della cosa di cui si stava parlando. 
In particolare, Aristotele attribuiva a Socrate la scoperta del metodo della definizione e induzione, che lo Stagirita considerava costituisse l'essenza del metodo scientifico. Aristotele affermava pure che tale metodo non fosse adatto all'etica mentre Socrate lo avrebbe erroneamente applicato all'esame dei concetti morali fondamentali:

## L'anima

### Socrate inventa il concetto di anima
Un aspetto del pensiero socratico su cui la critica filosofica si è divisa è la scoperta del concetto di anima. 
Secondo le interpretazioni di John Burnet (1863-1928), Alfred Edward Taylor (1869-1945), Werner Jaeger (1888-1961), Socrate fu di fatto il primo filosofo occidentale a porre in risalto il carattere personale dell'anima umana:
È solo con Socrate, e col suo discepolo Platone, che sarà utilizzato il termine psyché (anima) per designare il mondo interiore dell'uomo, a cui viene ora assegnata piena dignità.
Sebbene la tradizione orfica e pitagorica avessero già identificato l'uomo con la sua anima, in Socrate questa parola risuona in forma del tutto nuova e si carica di significati antropologici ed etici:
Non solo Platone poi in diversi passi dei suoi dialoghi, ma anche la cosiddetta tradizione "indiretta" testimoniano come Socrate, al contrario dei sofisti, riconducesse la cura dell'anima alla conoscenza dell'intima natura umana.
Altri argomenti decisivi a sostegno di questa tesi sarebbe poi il principio metodologico secondo il quale:

### In Socrate anima "immortale"?
Sino a Socrate l'anima veniva assimilata a un'immagine evanescente del corpo:
Con la scoperta di Socrate, secondo gli autori citati, avviene un mutamento di prospettiva:
Che la concezione dell'anima immortale sia da riferirsi esclusivamente a Platone e non a Socrate è stato contestato anche da chi ha documentato come i riferimenti nei dialoghi, specie nel Fedro e nel Timeo, indicano come l'anima cui si riferisce Socrate non si possa ridurre ad una semplice sintesi di anima e corpo, bensì da concepire in opposizione dualistica con quest'ultimo.
Secondo il Fedone di Platone, inoltre, Socrate afferma che solo con la morte egli potrà raggiungere la piena autenticità del proprio essere, prescindendo quindi dal corpo e sottintendendo l'immortalità dell'anima, e così anche nell'Alcibiade Maggiore egli intesse un dialogo volto a distinguere nettamente l'anima dal corpo:
«Socrate: L'uomo non si serve di tutto il corpo?

Alcibiade: Senz'altro.

Socrate: Ma, a questo eravamo pervenuti, chi si serve di qualcosa è diverso da questa cosa di cui si serve.

Alcibiade: Sì.

Socrate: Allora l'uomo è diverso dal suo corpo?

Alcibiade: È chiaro.

Socrate: Che cos'è dunque l'uomo?

Alcibiade: Non saprei risponderti.

Socrate: Questo però lo sai, è colui che si serve del suo corpo.

Alcibiade: Sì.

Socrate: E chi altri, se non l'anima, si serve del corpo?

Alcibiade: Nient'altro.
Appare evidente come Platone qui riproduca quel dialogare di Socrate «quel reinterrogare senza posa, con tutte le impennate di dubbio, con gli improvvisi squarci che maieuticamente tendono alla verità, non rivelandola ma sollecitando l'anima dell'ascoltatore a trovarla [...]» di modo che «in lui solo è riconoscibile l'autentica cifra del filosofare socratico»» 
Al di là del fatto quindi che la paternità dell'Alcibiade Maggiore possa essere attribuita o meno a Platone per via di alcune somiglianze con l'opera di Senofonte e Aristotele, esso rimane comunque una valida testimonianza su Socrate.
Sulla stessa linea l'interpretazione di Giovanni Reale:
Anche l'Apologia di Socrate è, secondo Giovanni Reale, la testimonianza più attendibile in favore della tesi che vede Socrate come lo scopritore del concetto occidentale di anima:
Infatti se si raffrontano la filosofia antica greca prima e dopo Socrate si evidenzia l'interesse rivolto nella Apologia alla dimensione interiore della persona, mentre prima la ricerca filosofica era rivolta esclusivamente allo studio della natura e a stabilire i principi primi del cosmo (archè)
Non tutti però concordano sull'impronta socratica prevalente nell'Apologia: secondo Mario Montuori si tratterebbe di un
Per quanto riguarda il "Fedone", ultimo dialogo della prima tetralogia di Trasillo, che tratta del contesto in cui si svolge la morte di Socrate, lo studio stilistico dell'opera, più narrativa che dialogica, pur motivando alcuni studiosi ad assegnare l'opera al periodo della maturità della filosofia platonica anziché a quello giovanile come sostenuto da altri, avvalora, se non la dottrina, l'autenticità delle vicende relative alla vita di Socrate.
Oltre alla dottrina delle idee e alla concezione della natura, infatti, un importante argomento di cui tratta il Fedone è, come dice lo stesso Platone, «il discorso di Socrate intorno all'anima». Secondo alcuni interpreti:

### Platone e non Socrate l'autore del concetto di anima
Tra i primi a contestare questa interpretazione del pensiero socratico è Guido Calogero che recensendo la monografia di Taylor a proposito di Socrate come scopritore dell'idea occidentale di anima, osserva:
Concordemente anche Gabriele Giannantoni ha messo in discussione la cosiddetta interpretazione "evolutiva" della filosofia platonica, che è piuttosto antiquata e messa già in crisi dal nuovo paradigma interpretativo della scuola di Tubinga, cioè l'idea che nel suo lungo itinerario filosofico Platone avesse sviluppato e mutato, anche profondamente, il suo pensiero, passando gradatamente da una fase giovanile di preponderante impegno apologetico nei confronti di Socrate, di difesa della sua memoria e di riflessione appassionata sulla sua eredità filosofica, a una fase di progressivo distacco dal maestro (la fase della cosiddetta "crisi del socratismo"), fino alla conquista della sua piena maturità e originalità, caratterizzata dalla dottrina delle idee, dalla dottrina della natura e del destino dell'anima umana e dalla costruzione del suo grande edificio filosofico ed etico-politico».
Occorrerebbe cioè constatare che 

## La legge
Un altro tema dibattuto nella questione socratica è il valore che Socrate, che accetta l'ingiusta condanna, riconosce alle leggi.

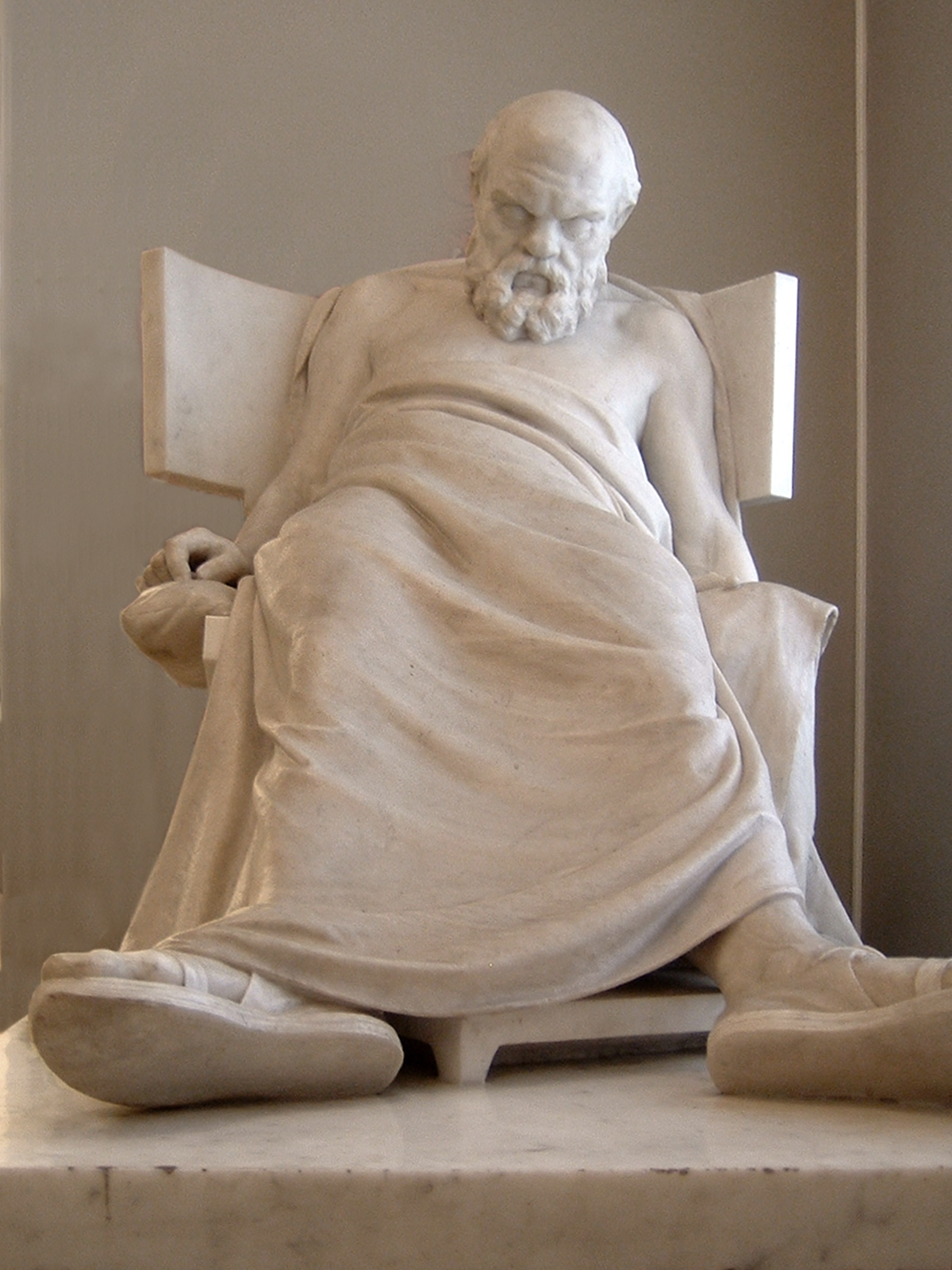
La morte di Socrate: "un sonno senza sogni"

Come racconta Platone nel dialogo del Critone, Socrate, pur sapendo di essere stato condannato ingiustamente, una volta in carcere rifiutò le proposte di fuga dei suoi discepoli, che avevano organizzato la sua evasione corrompendo i carcerieri.

### L'accettazione della legge mediante il dialogo
Platone introduce quindi per mezzo delle parole di Socrate una prosopopea delle leggi. Le Leggi di Atene, quasi come fossero delle persone fisiche, sicuramente lo criticherebbero e lo accuserebbero se egli cercasse di sfuggire alla sua pena, in quanto esse sono state come dei genitori per lui, hanno garantito alla sua vita un sistema di controllo cui affidarsi nelle questioni civili; trasgredirle significherebbe quasi ricusare l'ordine che la sua vita ha avuto. L'ingiustizia era considerata causa di danno per l'animo, la parte umana di cui più dovremmo curarci. Inoltre, secondo Socrate è bene che le leggi terrene possano introdurlo come più si conviene alle loro sorelle dell'aldilà, che comunque andranno affrontate.
Secondo l'interpretazione di Giannantoni è errato ritenere che il comportamento di Socrate vada inteso come l'assenso a un principio di legalità, a un obbedire alle leggi sempre e comunque. Socrate invece ci spiega che, se è pur vero che le leggi che egli a suo tempo dialogando con loro aveva esaminato ritenendole giuste - e per questo egli è vissuto sempre ad Atene -ora, per il fatto che erano divenute ingiuste verso di lui, non sarebbe stato comunque moralmente corretto infrangerle con la fuga. Egli obbedirà alle leggi per non danneggiare gli ateniesi che, avendolo condannato, continuano a credere di averlo fatto secondo giustizia. 
Il rispetto della legge, insegna Socrate, non è subordinato al nostro interesse particolare: essa va rispettata anche quando la si ritiene ingiusta, ma, nel contempo, è nostro dovere fare di tutto per modificarla col consenso degli altri. Poiché allora il solo criterio per stabilire ciò che è giusto e ciò che non lo è, non essendoci una Giustizia a cui sempre obbedire, è quello di confrontarsi con gli altri con il dialogo.
C'era infatti un solo modo di fuggire alla condanna: convincere gli ateniesi dialogando con loro ma ormai, dice Socrate, me ne manca il tempo.. Come già aveva detto al processo: «E però, come vi dicevo fin da principio, sarebbe davvero un miracolo se io fossi capace di levarvi dal cuore in così breve tempo questa calunnia che vi ha messo radici così fitte e profonde.»)
Aggiunge poi Socrate: 

### L'osservanza incondizionata della legge
Secondo una diversa interpretazione, che fa capo a Giovanni Reale, Socrate non considerava ingiuste le Leggi della polis, ma unicamente il comportamento degli uomini. Immaginando di dialogare con le Leggi, Socrate fa dire loro: «Ora dunque tu te ne andrai all'Ade ingiustamente condannato non da noi Leggi, ma dagli uomini». Socrate considera le Leggi delle entità vive, non impersonali, da rispettare in ogni caso, perché da esse, in fondo, egli ha ricevuto la vita: «E poiché sei venuto al mondo, sei stato allevato ed educato, come puoi dire di non essere, prima di tutto, creatura nostra, in tutto obbligato a noi, tu e i tuoi avi?». Secondo Socrate quindi, la Giustizia va seguita sempre e comunque, (almeno secondo la testimonianza di Platone) anche se da ciò derivasse un male per noi. 
Rivolto a Critone inoltre afferma: 
Perché dunque, pur sapendo di aver ricevuto ingiustizia, Socrate accetta la condanna a morte?
Occorre a questo punto ricordare come Socrate nelle sue scelte si lasciasse guidare da un demone, ossia da una voce divina: come dice Emanuele Severino, 

### Fonti
- Socratis et Socraticorum Reliquiae Archiviato il 5 marzo 2016 in Internet Archive.. Collegit, disposuit, apparatibus notisque instruxit G. Giannantoni, Naspoli, Bibliopolis, 1990 quattro volumi, 2090 pp.

### Studi
- Francesco Adorno, Introduzione a Socrate, Laterza, Bari, 1999
- John Bussanich, e Nicholas D. Smith (a cura di), The Bloomsbury Companion to Socrates, Londra, Bloomsburt, 2013
- Guido Calogero, Erasmo, Socrate e il Nuovo Testamento, Accademia Naz. dei Lincei, 1972
- Ubaldo Esposito, Il processo a Socrate, Chegai, 2002
- Michel Foucault, Discorso e verità nella Grecia Antica, Donzelli, Roma 1996
- Antonio Gargano, I sofisti, Socrate, Platone, La Città del Sole, 1996
- G. Giannantoni, Che cosa ha veramente detto Socrate, Roma, 1961
- G. Giannantoni, La Ricerca Filosofica, 3 vol., Torino, 1985
- G. Giannantoni, Dialogo socratico e nascita della dialettica nella filosofia di Platone, edizione postuma a cura di B. Centrone, Bibliopolis, 2005
- Mario Montuori, The Socratic Problem: the History, the Solutions. From the 18. Century to the Present Time 61 Extracts from 54 Authors in Their Historical Context, Amsterdam, Gieben, 1992
- Mario Montuori, Socrate. Fisiologia di un mito, Milano: Vita e Pensiero, 1998, con una introduzione di Giovanni Reale.
- Giovanni Reale, Socrate. Alla scoperta della sapienza umana, Rizzoli, Milano, 2000
- Antonio Ruffino, Socrate: l'uomo e i tempi, Liguori, Napoli, 1972
- E. A. Taylor, Socrate, Londra, 1951, trad. it. La Nuova Italia, Firenze, 1952
- Gregory Vlastos, Studi socratici, Vita e Pensiero, Milano 2003
- Gregory Vlastos, Socrate il filosofo dell'ironia complessa, La Nuova Italia, Firenze 1998
- Francesco Sarri, Socrate, Vita e Pensiero, 1997